# Gymnocalycium nigriareolatum
Gymnocalycium nigriareolatum ist eine Pflanzenart in der Gattung Gymnocalycium aus der Familie der Kakteengewächse (Cactaceae).

## Beschreibung
Gymnocalycium nigriareolatum wächst einzeln oder sprossend mit matten, hell bis dunkel graugrünen, breit kugelförmigen Trieben, die bei Durchmessern von 5 bis 8 Zentimetern (selten bis 12 Zentimeter) Wuchshöhen von 4 bis 6 Zentimeter erreichen. Die meist zehn (selten 8 bis 16) scharfkantigen Rippen sind kurz quer gekerbt. Mitteldornen sind nicht vorhanden. Die etwa sieben etwas abstehenden, leicht zum Trieb hingebogenen Randdornen sind hell graubraun und dunkler gespitzt. Sie sind 1 bis 3 Zentimeter lang. Die drei untersten von ihnen sind am längsten.
Die trichterförmigen weißen Blüten besitzen einen etwas rosafarbenen Schlund oder sind karminrot. Sie sind 4 bis 4,6 Zentimeter lang und erreichen einen Durchmesser von bis zu 4 Zentimeter. Die kugelförmigen Früchte messen 1 bis 1,2 Zentimeter im Durchmesser.

## Verbreitung, Systematik und Gefährdung
Gymnocalycium nigriareolatum ist in der argentinischen Provinz Catamarca in der Sierra de Graciana in Höhenlagen von 500 bis 1000 Metern verbreitet.
Die Erstbeschreibung erfolgte 1934 durch Curt Backeberg.
In der Roten Liste gefährdeter Arten der IUCN wird die Art als „Least Concern (LC)“, d. h. als nicht gefährdet geführt.

## Nachweise